# Рышавка
Ры́шавка (укр. Ришавка) — село на Украине, основано в 1760 году, находится в Коростенском районе Житомирской области.
Стоит у реки Нерчь.
Код КОАТУУ — 1822384801. Население по переписи 2001 года составляет 461 человек. Почтовый индекс — 11566. Телефонный код — 4142. Занимает площадь 3,168 км².

## Адрес местного совета
11566, Житомирская область, Коростенский р-н, с.Рышавка, ул.Черкашина, 1